# Хуан Себастијан Елкано
Хуан Себастијан Елкано (Гетарија, око 1486 — Тихи океан, 1526) је био баскијски морепловац. Учествовао је у Магелановој пловидби и у Европу вратио последњи брод из експедиције из 1522. године. Био је први морнар који је опловио свет.
Иако је познато да је Елкано обишао свет, подаци о Елкану су оскудни. Елкано је предмет великих историографских контроверзи због оскудности оригиналних извора који би пружили податке о његовом животу и мисли. На пример, у Шпанији су прве биографије о њему почеле да се пишу у другој половини 19. века, након три века празнине.
После његовог успеха, цар му је поверио још једну велику експедицију на Острва зачина, коју је предводио племић Гарсија Хофре де Лојајиса, која није успела да доврши свој циљ. Елкано је умро у Тихом океану током овог подухвата.

## Име
Елканово име је писано на различите начине кроз историографију. Иако се данас на баскијском језику користи Елкано, чини се да је његов потпис Делкано, или можда Дел Кано, иако је то тешко открити. Сантамарија показује да због недостатка стручности приликом потписивања стварају празнине између слова, те се понекад потписивао „дел ка но“. У шпанској историографији најчешће се тумачи као Дел Кано (де Кано), али и као Кано.
Међутим, у близини Гетарије (данас између Сарауза и Аје) је насеље Елкано, чија је породица или лоза била позната као Елкано, те би се могло рећи да припада породици Елкано. Из тог разлога, касније је Elcano коришћено као презиме на шпанском и Elkano на баскијском, да би се указало да је од Елкана (из лозе Елкано).
Мичелена, у својој књизи Apellidos vascos, тумачи презиме Елкано са баскијског становишта. Између суфикса -ано и -но, он даје аргументе за потоњи, за деминутивни суфикс. Он предлаже да први део презимена буде elge. Мичелена реконструише претходни облик овог elge, и тврди да је презиме Елкано топоним и презиме које произилази из асоцијације ове две морфеме. Оно постоји на различитим местима Баскије као назив мањих места, али и као село.

## Породица
Мајка Хуана Себастијана Елкана била је Каталина дел Пуерто или Каталина Порту, а његов отац је био Доминго Себастијан Елкано. Познато је да је Каталина, Елканова мајка, била жива у време Елканове смрти, чији је тестамент затражила по доласку у Гетарију (10 година после Елканове смрти) оно што јој је по закону припадало. На пример, тражила је од краља пензију која је била обећана Елкану. Позната је и Елканова бака, Каталинина мајка: Домења Олазабал. Првобитно се веровало да припада племићкој породици из околине Толосе. Такође је познато да је ова мајчинска породица из Порта била уско повезана са црквом.
Каталина је имала осморо деце, а Елкано је био четврто. Њен први син рођен је 1481. Касније се родила ћерка Каталина, која се удала за Родрига де Гаинзу и добила сина. Следећи је дошао Доминго Елкано. Он је узео име свог оца и био је свештеник у Гетарији. Хуан Себастијан је био четврти брат. А након њега су следила још четири брата: Мартин Перез, Отсоа Мартинез, Инес и Антон Мартинес. Пошто су ова последња тројица (Мартин Перез, Антон Мартинез и Очоа Мартинез) такође били морнари, отпловили су са Елканом у другој експедицији на Молуке. Изгледа да је Елкано имао и полусестру Марију, Домингову ванбрачну ћерку.
Елкано је оставио двоје деце. Имао је сина са Мари Ернандез де Ернијалде, Доминга Елкана, у Гетарији. Имао је још једну ћерку са женом по имену Марија Бидаурета, звана такође Марија (Елкано), рођена у Ваљадолиду. Тестаментом је завештао 100 дуката мајци свог сина Марији Ернандез де Ернијалде. Кћерки коју је имао са Маријом Бидауретом обећао је 40 дуката, али је ту своту условио тиме да њихово потомство дође да живи у Гетарији пре него што је напунила 4 године.

### Породични друштвени положај и економски статус
Верује се да је, економски, Елкано формирао породицу поморских транспортера-трговаца. Сматра се да су већ трговали на Медитерану. Власништво над бродом произилази из износа пореза који је породица платила 1500. године.
Неки извори наводе да су били из племићких породица, други кажу да су били сиромашни. У 19. веку се, на пример, говорило да је породица Елкано била племићка породица. Али ово је упитна изјава. Елкано је тражио од краља право ношења оружја, право племића, а његова браћа су га пратила на следећем походу. Дакле, припадници Елкано породице, барем по очевој страни, нису били ни племићи ни идалгоси, а ни Портуси вероватно нису били племићи, по мајчиној страни. Међутим, породица Олазабал по бакиној страни можда је била хидалгос, али пошто се племство није наслеђивало преко жена, Портус (Каталина, ћерка Доменије) не би била хидалгос, а још мање Елкано (унук Доменије).
Фернандез де Наварете наводи да је Елкано, поред тога што је био рибар и морнар, деловао и као шверцер на броду за Француску, али нису доступни оригинални извори који би то потврдили. С друге стране, неке биографије које говоре супротно истичу да је породица Елкано искусила економске тешкоће јер му је отац умро млад, и мајка морала да издржава његових осморо браће и сестара. Међутим, ова тврдња о њиховом стању сиромаштва је неоснована.
Као што је потврђено у документацији, када је Елкано имао око 14 година 1500. године, у Гетарији је постојао велики порез у коме се његов отац Доминго Елкано појављује на тринаестом месту (23 мараведа и по) оних који су платили знатне суме новца. Чини се, дакле, да су економски били прилично солвентни, јер се убрајају међу најбогатије породице града.
Поред тога, у краљевском документу којим се даје помиловање наводи се да је Елкано, када је био веома млад, као трговац на Медитерану, био власник великог брода. Поседовао је, дакле, брод од 200 тона. То би такође указивало на то да су имали бар неку економску солвентност или способност задужења.
Међутим, Елкано се обогатио на путовању око света зарадивши 613.250 мараведија. Било је то огромно богатство, износ еквивалентан плати поморског пилота за 20 година, у поређењу са 23 мараведија које је његов отац плаћао у виду општинских пореза. Од тог богатства, 104.526 мараведија му је припадало као мајсторска и капетанска плата, док је остатак - највећи део - зарадио продајом каранфилића донетог са Молучких острва.

## У популарној култури
Елкано се појављује као један од протагониста у шпанским серијама Конквистадори: Авантура из 2017 и Без граница из 2022. године.